# Museu dos Descobrimentos
O Museu dos Descobrimentos situado na principal rua da vila de Belmonte é um espaço que pretende dar a conhecer a história do período de descobrimentos portugueses. 
O Museu encontra-se instalado num edifício histórico, o Solar dos Cabrais que pertenceu inicialmente à família de Pedro Álvares Cabral, e que nos séculos 18 e 19 passou para os Condes de Belmonte, sendo depois conhecida como a Casa dos Condes. Nele também estão instalados a Biblioteca e o Arquivo Municipal de Belmonte.
O Museu dispõe de salas interativas, para ajudar todo o público a entender a história que envolve os Descobrimentos e principalmente, o do Brasil.
Num museu elaborado para abranger o mais variado público, existe espaço para filmes, animações, fotografias e até a réplica de uma cela para os escravos, em que todos os pontos dispõe da informação em três línguas (português, inglês e espanhol).
Visitando o museu faz-se uma autêntica viagem pelos anos de descoberta marítima, onde a multimédia, tecnologia, acessibilidade, e simplicidade na apresentação de informação são pontos a favor.